# チーズストロー

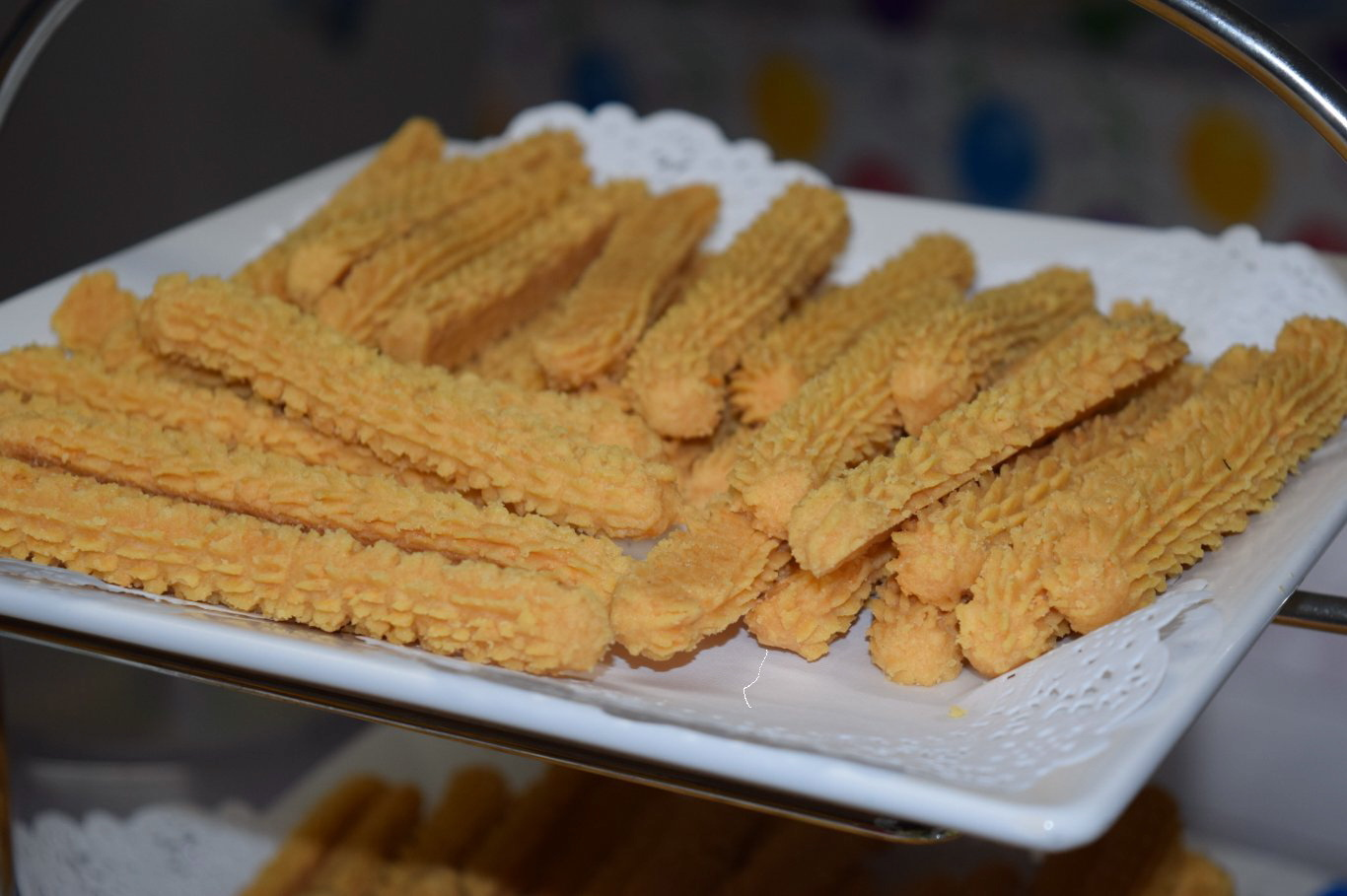

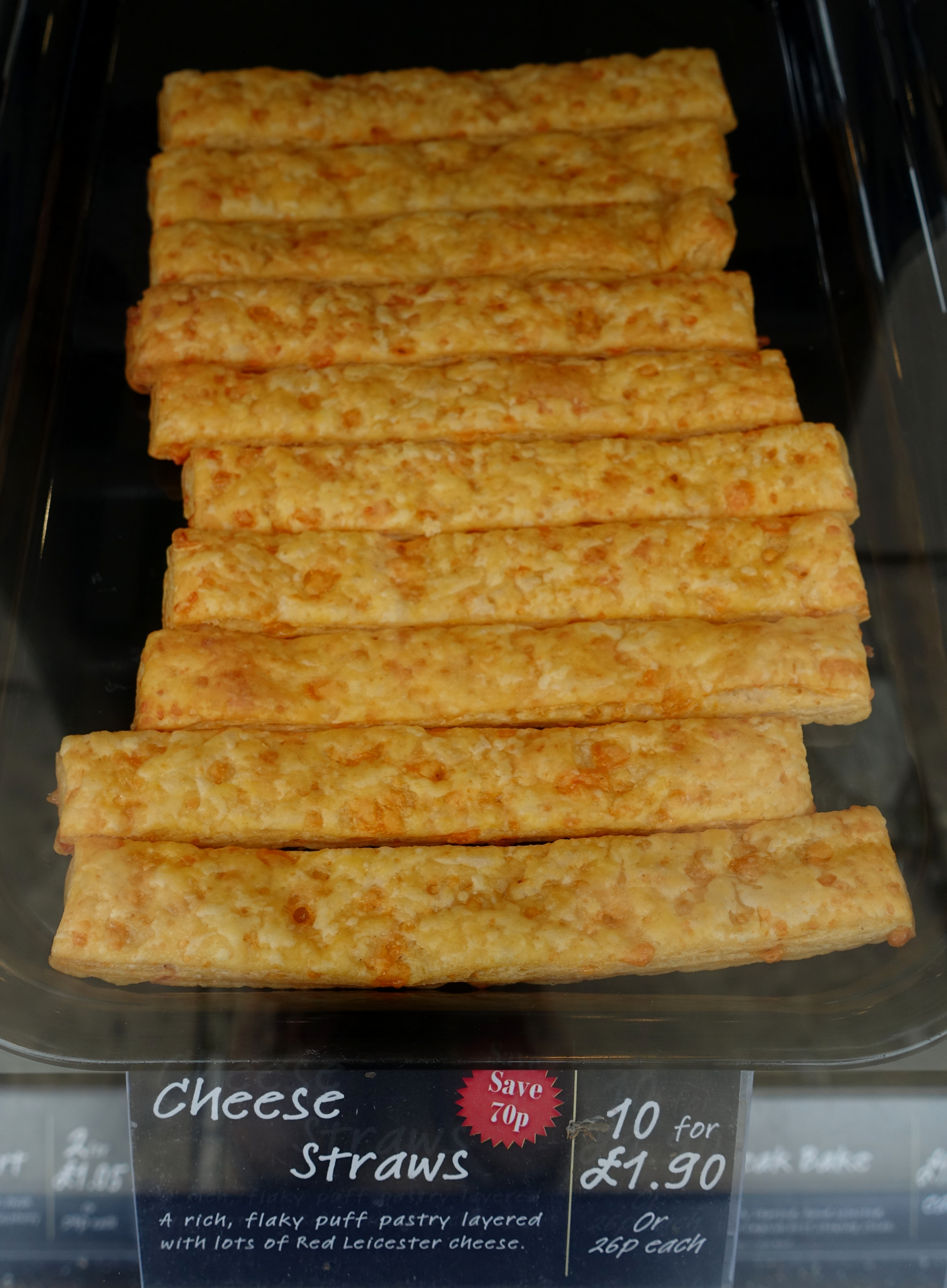

チーズストロー(Cheese straw)は、イングランド及びアメリカ合衆国南部の伝統的な食べ物である。アペタイザーやスナックとして食べられる。バター、小麦粉、食塩、チェダーチーズ、カイエンペッパーで作る生地から、帯状の生地をカットしたり、クッキープレスを用いて成形して作られる。異なる種類のチーズやスパイス、ナッツ等を加えることもある。